# Álvaro Lins
Álvaro de Barros Lins GCC • GCL (Caruaru, 14 de dezembro de 1912 — Rio de Janeiro, 4 de junho de 1970) foi um advogado, jornalista, professor e crítico literário brasileiro, membro da Academia Brasileira de Letras. Casado com Heloísa Ramos Lins, com quem teve dois filhos.

## Carreira jornalística
Filho de Pedro Alexandrino Lins e de Francisca de Barros Lins, Álvaro Lins fez o curso primário em sua cidade natal, mudando-se para cursar o secundário no Colégio Salesiano e no Ginásio Padre Félix, ambos no Recife.
Interessado por política desde cedo, fez campanha pela Aliança Liberal e conheceu João Neves da Fontura, um dos mais eloquentes oradores da caravana da aliança pelo Nordeste. Entusiasmou-se com a revolução de 1930 que instalou um governo provisório chefiado por Getúlio Vargas, porém, já no ano seguinte acompanhou o início da conspiração paulista contra a perpetuação de uma ameaça de governo discricionário. Ainda em 1931, ingressou na Faculdade de Direito da Universidade do Recife e no ano seguinte assinou manifesto de solidariedade em apoio ao movimento em prol da constitucionalização do país iniciado por João Neves da Fontoura, que teve suas últimas consequências na eclosão da revolução em São Paulo em julho do mesmo ano.
Também em 1932, a convite do padre Félix Barreto, professor de letras, passou a lecionar História da Civilização no Ginásio do Recife. Em novembro do mesmo ano, na capital pernambucana, juntamente com outros jovens da Faculdade de Direito de Recife, como Antônio de Andrade Lima Filho, foi um dos signatários do Manifesto integralista de Recife, um dos primeiros documentos ligados ao Integralismo, movimento nacionalista que havia sido lançado por Plínio Salgado um mês antes. Nessa época, como representante do Diretório de Estudantes, escreveu sua primeira obra, intitulada A universidade como escola de homens públicos, lida na cerimônia de abertura do ano letivo de 1933.
Bacharelou-se em 1935. No período de 1932 a 1940, foi também professor de geografia geral e de história da civilização em várias escolas da cidade.
Em outubro de 1934, convidado pelo então interventor e, mais tarde, governador de Pernambuco, Carlos de Lima Cavalcanti, assumiu o cargo de Secretário do Governo Estadual. Fez parte, em 1936, da chapa do Partido Social Democrático (PSD) de Pernambuco, para concorrer a uma vaga na Câmara dos Deputados. Contudo, o golpe que instaurou o Estado Novo interrompeu as eleições e Álvaro Lins deixou a Secretaria do Estado em novembro de 1937 e esqueceu seus planos políticos.
Firmou-se, a partir daí, no jornalismo, exercendo-o no Diário da Manhã de Pernambuco, no período de 1937 a 1940, onde foi redator e diretor. Transferindo-se para o Rio de Janeiro, iniciou a fazer crítica literária, gênero que lhe deu fama nacional. Ali, foi jornalista do Diário de Notícias, Diários Associados, entre 1939 e 1940, e redator-chefe do Correio da Manhã, de 1940 a 1956. Em 1952 partiu para Portugal para lecionar a disciplina Estudos Brasileiros na Faculdade de Filosofia e Letras da Universidade de Lisboa. Também se encontra colaboração da sua autoria na revista luso-brasileira Atlântico .
Regressando ao Brasil em agosto de 1954, por causa da crise desencadeada pelo suicídio de Getúlio Vargas, reassumiu o jornalismo e a cátedra de Literatura Brasileira no Colégio Pedro II.

## Academia Brasileira de Letras

Álvaro Lins na sua posse na Academia Brasileira de Letras, 1956.

Em 5 de abril de 1955, aos 42 anos, foi eleito por unanimidade para se tornar o quarto ocupante da cadeira 17 da Academia Brasileira de Letras, vaga após a morte de Edgar Roquette-Pinto, sendo recebido pelo acadêmico João Neves da Fontoura em 7 de julho de 1956.

## Governo Juscelino Kubitschek

Álvaro Lins e o presidente Juscelino Kubitschek, 1956.

Como jornalista, participou ativamente da luta para garantir a posse de Juscelino Kubitschek na presidência da República, em 1956. Nessa época, trabalhando ainda no Correio da Manhã, deixou de lado a crítica literária para assumir a direção política do jornal. Convidado por Juscelino, chefiou a Casa Civil do presidente entre janeiro e novembro de 1956, saindo do cargo para se tornar embaixador do Brasil em Portugal. Ainda nesse ano, recebeu a maior condecoração brasileira: a Grã-Cruz da Ordem Nacional do Mérito. Em 1957, recebeu a maior condecoração portuguesa, a Grã-Cruz da Ordem de Cristo, e conduzido a se tornar membro da Academia das Ciências de Lisboa.
Algum tempo após a chegada de Álvaro Lins a Lisboa, o presidente de Portugal Francisco Higino Craveiro Lopes realizou uma visita ao Brasil, estabelecendo os termos dos atos de regulamentação do Tratado de Amizade e Consulta entre Brasil e Portugal. Considerando o acordo "lesivo aos interesses do Brasil", sua posição entrou em choque contra a ditadura salazarista e a defesa do colonialismo por ela.
A 1 de Agosto de 1958, a própria esposa de Lins assistiria à queda dum detido do terceiro andar da sede da Polícia Internacional e de Defesa do Estado, a polícia política portuguesa de então, situada na Rua de António Maria Cardoso, nº 22, ao Chiado (Lisboa).
O impasse se tornou insustentável no início de 1959, na ocasião da aceitação do asilo político por parte do Itamaraty do líder oposicionista português, general Humberto Delgado, ato que não foi reconhecido pelo governo de Portugal, um "flagrante desacato", nas palavras de Álvaro Lins, ao próprio Juscelino Kubitschek.
Com a sensação de ter sido abandonado pelo seu presidente, sem poder contar com ele "para desagravá-lo e desafrontar a representação do Brasil em Lisboa", o embaixador Álvaro Lins protestou ainda mais veementemente quando Juscelino aceitou o convite de uma comissão portuguesa que desembarcou no Brasil para participar dos festejos henriquinos na condição de coanfitrião e cochefe de Estado português, e solicitou que Portugal concedesse asilo ao refugiado ditador Fulgêncio Batista, deposto na revolução cubana de 1959.
Algum tempo depois, enviou uma carta rompendo política e pessoalmente com o presidente Juscelino Kubitschek, acusando-o de "cumplicidade com as ditaduras, de maneira particular com a de Portugal, a do Paraguai e a da República Dominicana" e repudiando seu "compromisso com a ditadura salazarista". Em outubro de 1959, Álvaro Lins foi exonerado da embaixada de Portugal, devolvendo antes de deixar o posto em Lisboa a Grã-Cruz da Ordem Militar de Cristo que havia recebido três anos antes.

## Atividade posterior
Álvaro Lins foi o presidente da 1.ª Conferência Inter-americana da Anistia para os Exilados e Presos Políticos da Espanha e de Portugal, sediada na Faculdade de Direito de São Paulo, em 1960, e diretor do Suplemento Literário do Diário de Notícias entre março de 1961 e junho de 1964. Em 1962, chefiou a delegação brasileira ao Congresso Mundial da Paz, ocorrido em Moscou. Aposentando-se do jornal em 1964, Álvaro Lins dedicou seus últimos anos a escrever livros.
A 30 de Dezembro de 1957 foi agraciado com a Grã-Cruz da Ordem Militar de Cristo de Portugal e a 28 de Dezembro de 1994 foi agraciado a título póstumo com a Grã-Cruz da Ordem da Liberdade de Portugal.

## Obras publicadas
- A universidade como escola de homens públicos, 1933
- História literária de Eça de Queiroz, 1939
- Alguns aspectos da decadência do Império, 1939
- Jornal de crítica: primeira série, 1941
- Poesia e personalidade de Antero de Quental, 1942
- Jornal de crítica: segunda série, 1943
- Notas de um diário de crítica - Primeiro volume, 1943
- Palestra sobre José Veríssimo, 1943
- Jornal de crítica: terceira série, 1944
- Rio Branco, 1945
- Jornal de crítica: quarta série, 1946
- No mundo do romance policial, 1947
- Jornal de crítica: quinta série, 1947
- Jornal de crítica: sexta série, 1951
- A técnica do romance em Marcel Proust, 1951
- Roteiro literário do Brasil e de Portugal: antologia da língua portuguesa, 1956
- Discurso sobre Camões e Portugal, 1956
- Discurso de posse na Academia, 1956
- Missão em Portugal: diário de uma experiência diplomática - I, 1960
- A glória de César e o punhal de Brutus, 1962
- Os mortos de sobrecasaca, 1963
- O relógio e o quadrante, 1963
- Girassol em vermelho e azul, 1963
- Dionísios nos trópicos, 1963
- Jornal de crítica: sétima série, 1963
- Jornal de crítica: oitava série, 1963
- Notas de um diário de crítica - Segundo volume, 1963
- Literatura e vida literária, 1963
- Sagas literárias e teatro moderno no Brasil, 1967
- Filosofia, história e crítica na literatura brasileira, 1967
- Poesia moderna no Brasil, 1967
- O romance brasileiro, 1967
- Teoria literária, 1967

## Premiações
- Prêmio Centenário de Antero de Quental, pelo ensaio Poesia e personalidade de Antero de Quental, 1942
- Prêmio Felipe de Oliveira, da Sociedade Felipe de Oliveira, 1945, pela obra Rio Branco, 1945
- Prêmio Pandiá Calógeras, da Associação Brasileira de Escritores, pela obra Rio Branco, 1945
- Grã-Cruz da Ordem Nacional do Mérito, 1956
- Grã-Cruz da Ordem de Cristo, em Portugal, 1957
- Prêmio Jabuti Personalidade do Ano, da Câmara Brasileira do Livro, pela sua obra Missão em Portugal, 1960
- Prêmio Luiza Cláudio de Souza, pelas obras Os mortos de sobrecasaca e Jornal de crítica Sétima série, 1963